# Bataille de Yungay
La bataille de Yungay, livrée le 20 janvier 1839 près de Yungay, dans le Nord du Pérou, vit la victoire décisive de l'armée chilienne, commandée par le général Manuel Bulnes, sur les forces de la Confédération péruano-bolivienne, dirigées par Andrés de Santa Cruz, président de la Confédération. 
Après six heures de bataille, les Chiliens, renforcés par des opposants péruviens au régime de Santa Cruz, au nombre de 5 400 soldats, triomphèrent de l'armée de la Confédération, forte de 6 000 hommes. La moitié des forces de la Confédération furent tuées ou blessées lors de la bataille contre 664 morts du côté chilien. Cette victoire signa la perte de la Confédération péruano-bolivienne et Andrés de Santa Cruz dut s'exiler en Équateur. Lima fut réoccupée au mois d'avril et le général Agustín Gamarra fut nommé président par le Congrès péruvien, proclamant officiellement la dissolution de la Confédération.

## Sources
- Alfonso Crespo, Santa Cruz El Cóndor indio, Librería y Editorial Juventud, La Paz, Bolivia, 1979.
- Manuel Reyno et Edmundo González, Historia del Ejército de Chile, Vol. III, Estado Mayor del Ejército de Chile, 1985.
- Robert L. Scheina, Latin's America's Wars, the age of the Professionnal Soldier, 1900-2001, Brassey's Inc., Dulles, Virginie, 2003,  (ISBN 1-57488-452-2)